# Lijst van voetbalinterlands Australië - Griekenland (vrouwen)
Deze lijst van voetbalinterlands is een overzicht van alle officiële voetbalinterlands tussen de nationale vrouwenteams van Australië en Griekenland. De landen hebben tot nu toe één keer tegen elkaar gespeeld.

## Wedstrijden
| № | Plaats   | Datum            | Competitie             | Wedstrijd               | Uitslag |
| - | -------- | ---------------- | ---------------------- | ----------------------- | ------- |
| 1 | Iraklion | 14 augustus 2004 | Olympische Spelen 2004 | Griekenland − Australië | 0 − 1   |

## Samenvatting
| Competitie        | Totaal gespeeld | Winst Australië | Gelijk | Winst Griekenland | Doelsaldo Australië – Griekenland |
| ----------------- | --------------- | --------------- | ------ | ----------------- | --------------------------------- |
| Olympische Spelen | 1               | 1               | 0      | 0                 | 1 − 0                             |
| Totaal            | 1               | 1               | 0      | 0                 | 1 − 0                             |